# Kapotásana

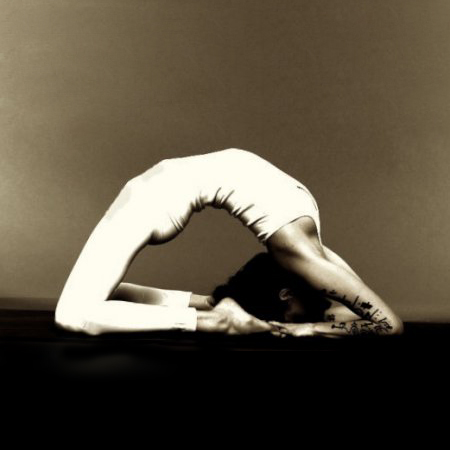
Kapotásana

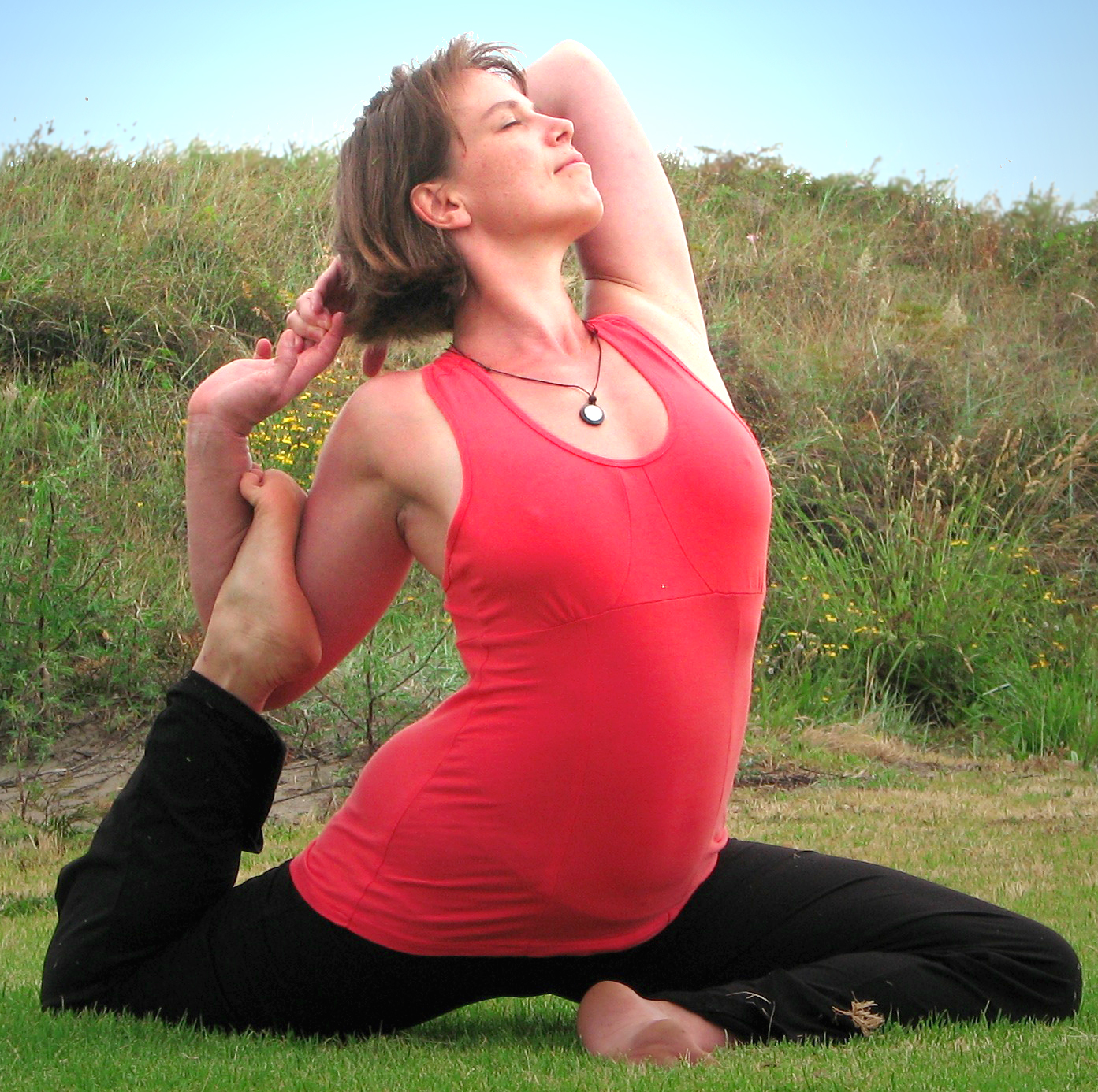
Kapotásana (variace)

Kapotásana ( कपोतासन) neboli Holub je jednou z ásan.

## Etymologie
Název pochází ze sanskrtského slova kapota (कपोत) holub a asana (आसन) posed/pozice.

## Popis
Pozice je vázaná na schopnost flexe kolenou a páteře. Cvik protáhne také kyčle, hýždě a záda. Pozice holuba pomáhá otevřít hrudník a podporuje trávení a vitalitu. Rozproudí vám lymfatický systém.